# Heteropoda ruricola
Heteropoda ruricola là một loài nhện trong họ Sparassidae.
Loài này thuộc chi Heteropoda. Heteropoda ruricola được Tord Tamerlan Teodor Thorell miêu tả năm 1881.